# Louis Norblin
Pour les articles homonymes, voir Norblin.
 (mai 2022).
Si vous disposez d'ouvrages ou d'articles de référence ou si vous connaissez des sites web de qualité traitant du thème abordé ici, merci de compléter l'article en donnant les références utiles à sa vérifiabilité et en les liant à la section « Notes et références ».
Louis Pierre Martin Norblin, né à Varsovie (Pologne) le 2 décembre 1781 et mort à Connantre (Marne) le 14 juillet 1854, est un violoncelliste français, fils du peintre Jean Pierre Norblin de La Gourdaine et demi-frère de Sébastien Norblin.

## Biographie
Louis Norblin est le fils de Jean-Pierre Norblin de La Gourdaine et de Marianna Tokarska. Il vient à Paris en 1798, étudie le violoncelle au Conservatoire, où il a pour professeurs Charles Baudiot puis Pierre-François Levasseur. En 1803, il est premier prix de violoncelle.
En 1809, il entre dans l'orchestre du Théâtre italien de Paris, et deux ans plus tard, il est nommé soliste du Grand Opéra. Il le restera jusqu'en 1841. De 1826 à 1846, il est également professeur de violoncelle au Conservatoire et compte parmi ses élèves Jacques Offenbach, Auguste-Joseph Franchomme, Charles Lebouc, François Hainl, Hippolyte Seligmann.
En 1824, après d'intenses recherches en Allemagne, il retrouve un manuscrit de la partition des Suites pour violoncelle de Bach, dont il publie la première édition chez Janet et Cotelle à Paris.
En 1828, il est sociétaire fondateur, aux côtés de François-Antoine Habeneck, de la Société des concerts du Conservatoire pour laquelle il donne quelques concerts, en solo et en orchestre.
Dans les années 1820-1830, il joue régulièrement avec Pierre Baillot et il est membre de son quatuor :
- en mars 1825, à Paris, il accompagne Felix Mendelssohn dans son Quatuor pour piano et cordes, opus 3
- en mars 1829, au sein du quatuor Baillot, il interprète le Quatuor à cordes n° 14 de Beethoven
- le 14 février 1832, le quatuor donne à Paris la première interprétation publique du Quatuor à cordes opus 13 de Felix Mendelssohn.

Il meurt le 14 juillet 1854 à Connantre.

## Famille
Louis Norblin se marie le 13 août 1812 à Paris avec Adelaide Schlichting. Ils ont six enfants : Adélaïde Geneviève (19 juillet 1813-26 décembre 1871), Josephine Zeïde (21 août 1814-7 février 1856), Edmé Martin (28 mai 1816-3 juin 1819), Louise Claire Susanne (11 juillet 1818-14 juin 1865), Marie Blanche Henriette (1er février 1820-3 décembre 1877) et Alphonse Émile (2 avril 1821-18 août 1880).
Alphonse Émile Norblin, également violoncelliste et compositeur, reçut lui aussi un premier prix de Conservatoire en violoncelle en 1841. Il se consacra néanmoins davantage à l'enseignement, bien que participant aussi aux concerts du Conservatoire. Adélaïde Geneviève, dite Adèle Norblin, se marie le 23 avril 1831 avec Henri Bréger et a deux enfants, Blanche Bréger et le capitaine d'artillerie Paul-Jean Bréger. Zeïde Norblin est enterrée au Père-Lachaise.